# Řečtina

Řecká dopravní směrovací značka

Řečtina (řecky ελληνική (γλώσσα) – ellinikí (glóssa), tj. řecký (jazyk), nebo ελληνικά – elliniká, tj. řečtina) je indoevropský jazyk používaný autochtonním obyvatelstvem především v Řecku, na Kypru a v částech Turecka, a dále v některých emigračních zemích, jako je Austrálie, Spojené státy, Kanada aj. Novořečtina čili současná řečtina se přímo vyvinula ze starořečtiny. Řečtina tvoří samostatnou vývojovou větev indoevropské jazykové rodiny a vedle aramejštiny a čínštiny je jazykem s nejdelší zachovanou literární tradicí.

## Historie a vývoj
Nejstarším známým jazykem řecké jazykové větve je mykénština (Kréta a pevninské Řecko); zpočátku byla zapisována pomocí dosud nerozluštěného lineárního písma A. Zhruba od 14. století př. n. l. se začalo používat lineární písmo B, kterým jsou psány první dochované písemné památky (tabulky z Knóssu). Lineární písmo B rozluštil roku 1952 Michael Ventris, po něm pokračovali John Chadwick a Antonín Bartoněk.
Další zachované doklady o podobě řečtiny pocházejí z 8. století př. n. l. z Itálie a Řecka, zejména Homérovy básně, psané v iónském dialektu.
Literární památky ze 6. až 4. století př. n. l. dokládají klasickou řečtinu, jejíž attická forma se i dnes vyučuje jako starořečtina. Ani klasická řečtina totiž neměla jednotnou podobu, nýbrž vyskytovala se v různých dialektech. Každý kmen pěstuje ve svém nářečí určitý literární druh:
- Dórové → dórština (sborová lyrika)
- Attičané → attičtina (tragédie, filosofie, politologická próza)
- Iónové → iónština (epika, historiografická próza)
- Aiólové → aiolština

### Helénismus
Po pádu athénské demokracie nastává období helénismu (konec 4. století př. n. l. – 3. století n. l.), kdy na základě hlavně attického dialektu postupně vznikal tzv. koiné dialektos – obecný řecký jazyk, stručně koiné, dnes nazývaný dhimotikí ghlósa. Ve srovnání se starou řečtinou docházelo v této době ke změnám ve výslovnosti: melodický přízvuk se měnil v dynamický (důrazový), zanikly rozdíly mezi krátkými a dlouhými samohláskami, dvojhlásky (diftongy) se proměnily v jednoduché samohlásky (monoftongy). Tato výslovnost se už blíží novořečtině. K podstatným změnám došlo i v tvarosloví, během vývoje jazyka se prosazují tendence analytické (tj. některé gramatické významy se začaly vyjadřovat pomocí zvláštních slov místo změnou tvaru slova, např. u sloves se řada časů vyjadřuje opisy), ve skloňování dochází k redukci pádů atd.
Tato zjednodušená koiné se v důsledku výbojů Alexandra Velikého (356–323 př. n. l.) rozšířila jako úřední i obecně komunikační jazyk (tzv. lingva franka) po celém východním Středomoří a řeckých osadách v Itálii. V tomto jazyce byl napsán Nový zákon a stal se tak i jazykem křesťanských církví. V Římě se řečtina dlouho užívala jako jazyk vzdělanců, kteří se i v této době snažili udržovat klasickou attičtinu (atticismus).

### Střední řečtina
Po rozdělení a pádu západní Římské říše (476) se řečtina stala jedinou úřední řečí východní říše a pozvolna vytlačila latinu. Po ztrátě latinsky mluvících zemí na Balkáně se z Východní říše stala Byzanc, která od poloviny 7. století prodělala jistou kulturní krizi. Došlo k úpadku měst, gramatického vzdělávání a elit. Když se zde literární tvorba začala koncem 8. století oživovat, byla to už řečtina spíše hovorová a velmi blízká novořečtině.

### Novověk
Jazykové změny se vyznačují i silnými místními zvláštnostmi, protože v různých oblastech působily odlišné ekonomické a kulturní vlivy. Přes četné přejímky z jiných jazyků (turečtina, italština, angličtina, francouzština aj.) tvoří většinu slovní zásoby dnešní řečtiny původní řecká slova.

## Pravopis a výslovnost
Přídechy se v řečtině dříve psaly před samohláskou na začátku slova. V současné řečtině se nepíší (původní rozdíl mezi samohláskami s přídechem a bez něj už zanikl).
- ostrý – ˙ [h]- ˙Aνα; ˙α; ˙ρ; α˙υ; ε˙υ; ο˙υ
- jemný - ̉ [] - ̉Aθηναι; ̉αλφα; α̉υ; ε̉υ; ο̉υ

Přízvuk bývá vyznačen čárkou nad písmenem reprezentujícím přízvučnou samohlásku. U nápisů pouze velkými písmeny přízvuk vyznačen nebývá. Začíná-li slovo velkým písmenem a nad ním má být přízvuk, čárka se vyznačí před písmeno (např. Έ).
Základní pravidla čtení pro novořečtinu:
- αι = [e]
- οι = [i]
- ει = [i]
- υι = [i]

Je-li však nad ι dvojtečka (ϊ), pak se toto písmeno vyslovuje jako [j]: οϊ = [oj], αϊ = [aj] apod.
- ου = [u]
- ευ = [ef] nebo [ev] podle následující hlásky – pokud je neznělá, výslovnost je [ef], pokud je znělá, výslovnost je [ev], např. efcharisto (ευχαριστώ, „děkuji“), ale Evropi (Ευρώπη, „Evropa“)

- β = [v]
- μπ = [b] či [mb], u některých slov [mp]
- ντ = [d] nebo [nd], u některých slov [nt]
- γ = znělé ch (tj. tvoří se stejným způsobem jako ch, zároveň však zní hlas), ve spojení γε a γι však zní jako [j]
- γγ = obvykle [ng], někdy [g]
- γκ = [ng], někdy [g].

Místo otazníku se v řeckém textu užívá středník, českému středníku odpovídá v řečtině povýšená tečka, která se v řečtině téměř neužívá. Apostrof v řečtině naznačuje zkrácení slova o samohlásku v místě, kde se stýká se samohláskou jiného slova. Např. ja afto (για αυτό) → j' afto (γι' αυτό) („pro to“).

## Příklady

### Číslovky
| Řecky   | Transliterace | Česky |
| ένα     | éna           | jeden |
| δύο     | dýo           | dva   |
| τρία    | tría          | tři   |
| τέσσερα | téssera       | čtyři |
| πέντε   | pénde         | pět   |
| έξι     | éxi           | šest  |
| επτά    | eptá          | sedm  |
| οκτώ    | októ          | osm   |
| εννέα   | ennéa         | devět |
| δέκα    | déka          | deset |

## Audioknihy – anglické učebnice novořečtiny
- Pimsleur Greek[1]
- Michel Thomas Greek Foundation[2]
- Rosetta Stone Greek[3]